# 샘 테일러존슨
서맨사 "샘" 테일러존슨(영어: Samantha "Sam" Taylor-Johnson, OBE, 1967년 3월 4일 ~ )은 잉글랜드의 영화 감독, 사진가이다.
영 브리티시 아티스츠(yBa)의 일원이며, 2009년《존 레논 비긴즈: 노웨어 보이》로 장편 영화감독으로 데뷔하였다. 2012년 영화 배우인 에런 테일러존슨과 결혼하였다.

## 작품 목록
- 《Love You More》 (2008, 단편)
- 《존 레논 비긴즈: 노웨어 보이》(2009)
- 《그레이의 50가지 그림자》(2015)
- 《백만 개의 작은 조각들》 (2018)
- 《백 투 블랙》 (2024)